# Norddeutsche Fußballmeisterschaft 1910/11

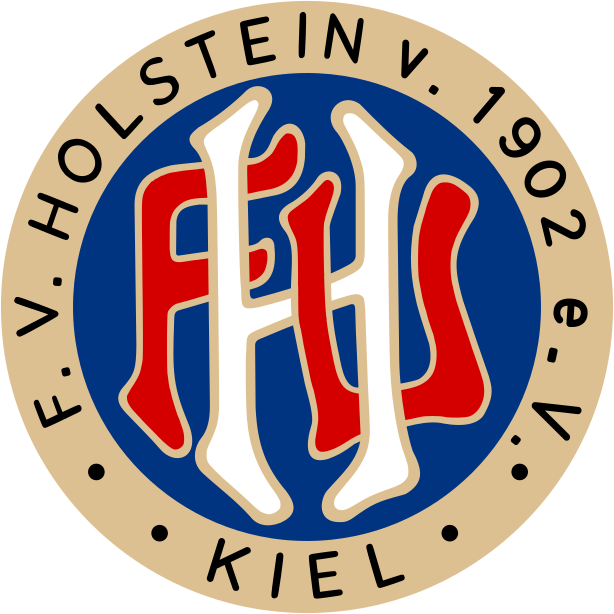
Logo von Holstein Kiel

Die norddeutsche Fußballmeisterschaft 1910/11 war der sechste vom Norddeutschen Fußball-Verband organisierte Wettbewerb. Sieger wurde Holstein Kiel. In der Endrunde um die deutsche Meisterschaft erreichten die Kieler das Halbfinale.

## Teilnehmer
| Bezirk         | Teilnehmer              |
| -------------- | ----------------------- |
| Braunschweig   | Eintracht Braunschweig  |
| Bremen         | Bremer SC 91            |
| Hamburg-Altona | Altona 93               |
| Hannover       | Hannover 96             |
| Kiel           | Holstein Kiel           |
| Mecklenburg    | Schweriner FC 03        |
| Oldenburg      | Marine SC Wilhelmshaven |
| Schleswig      | Heider FC               |

## Ergebnisse

### Viertelfinale
Gespielt wurde am 26. März und am 2. April 1911.
|                         | Ergebnis  |                        |
| ----------------------- | --------- | ---------------------- |
| Heider FC               | 0:5       | Holstein Kiel          |
| Marine SC Wilhelmshaven | 1:0 n. V. | Bremer SC 91           |
| Hannover 96             | 1:3       | Eintracht Braunschweig |
| Schweriner SC 03        | 1:6       | Altona 93              |

### Halbfinale
Gespielt wurde am 9. April 1911.
|                        | Ergebnis |                         |
| ---------------------- | -------- | ----------------------- |
| Altona 93              | 0:2      | Holstein Kiel           |
| Eintracht Braunschweig | 5:2      | Marine SC Wilhelmshaven |

### Finale
Gespielt wurde am 23. April 1911 in Hamburg.
|               | Ergebnis |                        |
| ------------- | -------- | ---------------------- |
| Holstein Kiel | 6:1      | Eintracht Braunschweig |

Sieger: Rudolf Friese – Friedrich Werner, Karl Rempka – Richard Schuck, Willi Zincke, Hans Reese – Georg Krogmann, Carl Nielsen, Sophus Nielsen, Hugo Fick, Ernst Möller
Tore: 0 1:0 S. Nielsen, 1:1 Dette (Foulelfmeter), 2:1 Stamm (58., Eigentor), 3:1 S. Nielsen, 4:1 S. Nielsen, 5:1 Fick, 6:1 S. Nielsen